# Estación del Sur (Granada)

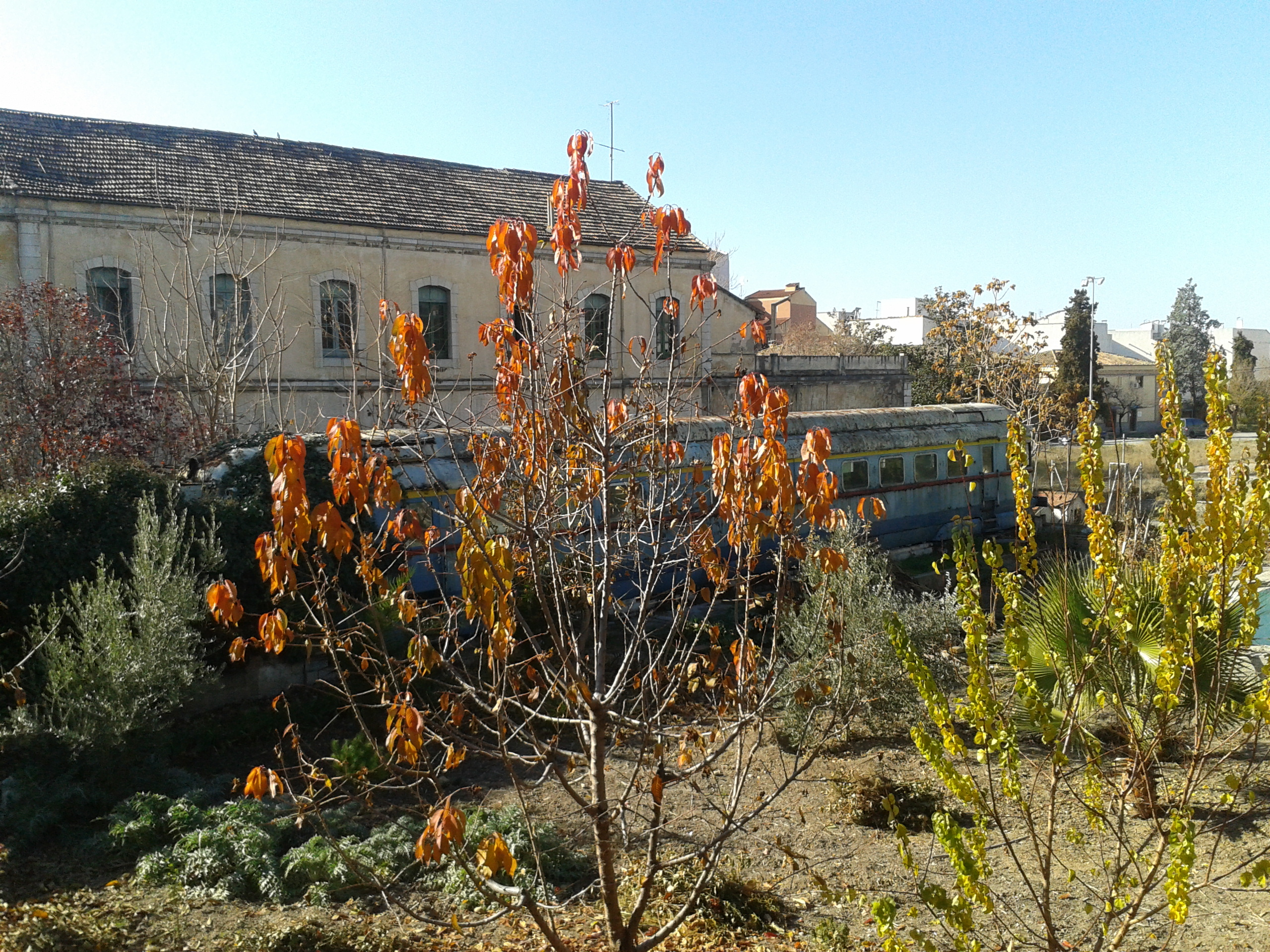
Tren en vía muerta en antigua Estación del Sur, ahora depósito y talleres de Renfe Fabricación y Mantenimiento

La estación de Granada de la Compañía de los Caminos de Hierro del Sur de España, conocida como estación del Sur, fue una estación ferroviaria de la ciudad española de Granada.
Las instalaciones de la estación reformadas funcionan actualmente como talleres de mantenimiento de Renfe Fabricación y Mantenimiento en la ciudad.

## Historia

### La línea de Moreda
El ferrocarril llegó a Granada en 1874 a través de la línea Granada-Bobadilla, perteneciente a la Compañía de los Ferrocarriles Andaluces. Durante varias décadas esta conexión fue la única conexión ferroviaria de Granada, y por lo tanto su estación conocida como la «estación de Andaluces» fue la única estación de Granada.
Para permitir la conexión de Granada con el levante en 1870 se había promulgado una ley en la que se planeaba la construcción de una línea entre Granada y Murcia. La línea fue dividida en dos, Granada-Baza y Baza-Murcia. El tramo Baza-Murcia fue completado en 1894, mientras que el tramo Granada-Baza sufría numerosos retrasos.
En 1890 la Compañía de los Caminos de Hierro del Sur de España, competidora de la Compañía de los Ferrocarriles Andaluces, había inicidado en 1890 la construcción de la línea entre Almería y Linares-Baeza, de gran importancia minera en la época. La línea completa fue inaugurada en 1899, y obligó a cambiar el proyecto de la línea Granada-Baza por tener un tramo coincidente, siendo necesario construir un tramo Moreda-Granada y otro tramo Guadix-Baza. Con esta conexión la línea Moreda-Granada permitía la conexión además de con Murcia con Almería y Linares-Baeza.
Al convertirse en un ramal de la línea entre Linares-Baeza y Almería, la línea fue adjudicada a su misma compañía, la Compañía de los Caminos de Hierro del Sur de España, en septiembre de 1897. La construcción de esta línea fue finalizada en 1904.

### La estación del Sur

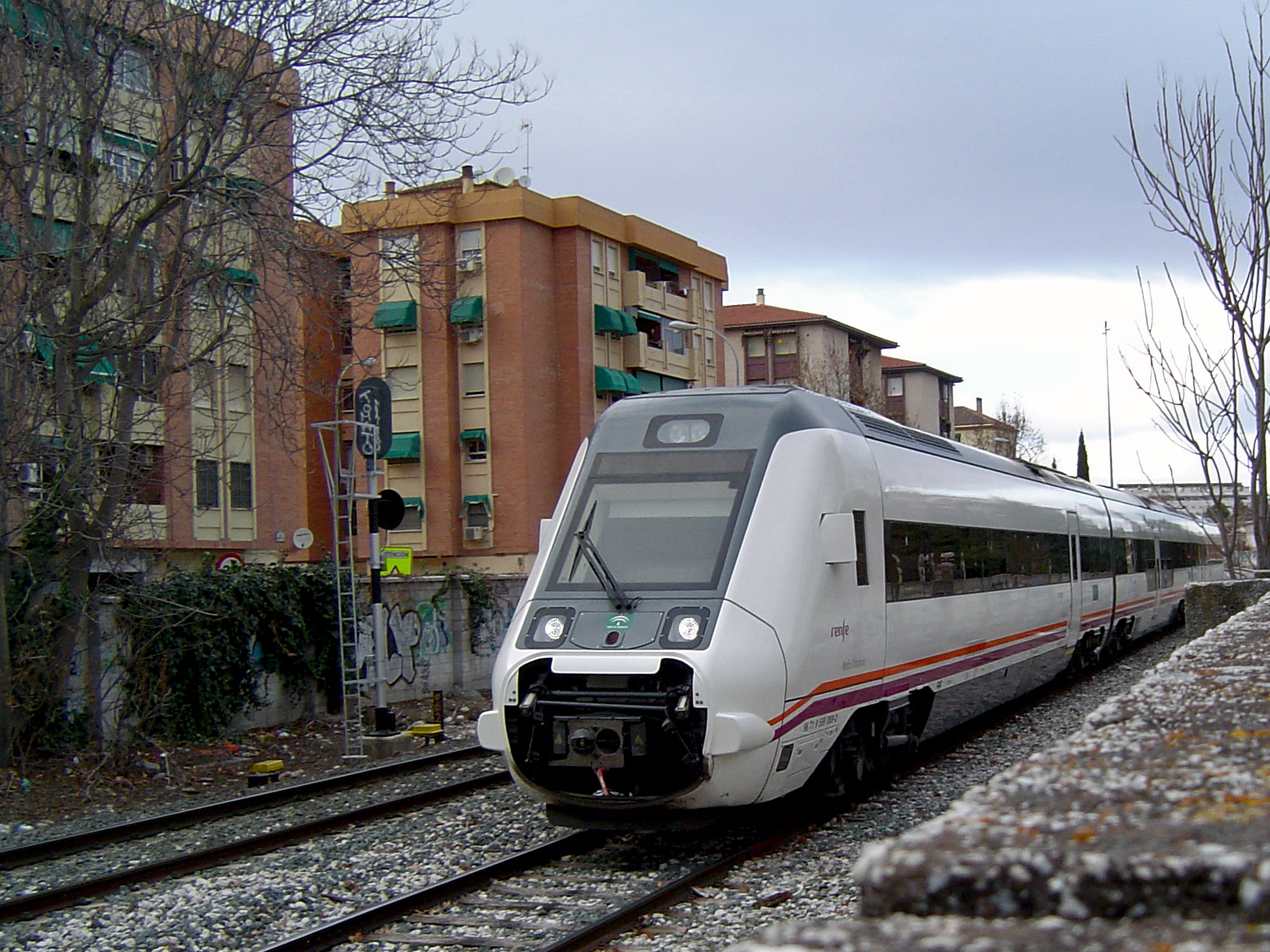
A la derecha, ramal de conexión entre ambas estaciones en la actualidad.

Una vez finalizada la línea en 1904 la compañía intentó acercar su estación al centro de la ciudad o conectarse con la estación de Andaluces  para facilitar los trasbordos, que se realizaban por carretera. La Compañía de los Ferrocarriles Andaluces sufrió una fuerte pérdida de viajeros al inaugurarse la línea de la otra compañía, por lo que no autorizó una conexión entre ambas estaciones que beneficiaría a su competidor. El Ayuntamiento de Granada rechazó una ubicación más céntrica de la estación, por lo que la compañía inició la construcción del edificio de la estación en 1905.
El edificio fue finalizado en 1906 y se situaba junto a los primeros depósitos de los tranvías de Granada. Tan sólo un año después se construyó el enlace entre las estaciones «Sur» y «Andaluces», conviviendo el tráfico de ambas compañías en ambas estaciones.
En 1916 la Compañía de los Caminos de Hierro del Sur de España fue arrendada por la Compañía de los Ferrocarriles Andaluces, integrádose por lo tanto ambas estaciones en la red de una única compañía. Andaluces dedicó su propia estación a viajeros y mercancías, y la estación del Sur la dedicó a estación secundaria de mercancías; Desde 1929 la estación quedó plenamente integrada en los Ferrocarriles Andaluces. Tras el final de la Guerra Civil fue integrada en la nueva Red Nacional de los Ferrocarriles Españoles (RENFE), empresa estatal que se hizo cargo de toda la red e infraestructuras ferroviarias existentes en España.
En 1966 RENFE aprovechó el terreno circundante a la estación para construir un depósito de material diésel, que continúa en funcionamiento en la actualidad. El edificio de viajeros original quedó integrado en el nuevo complejo, fue utilizado por parte del Regimiento de Ferrocarriles hasta los años 80 y ha tenido otros usos ferroviarios hasta la actualidad.

## El edificio
El edificio de viajeros de la estación es una construcción clásica de la época ferroviaria. Se componía de un cuerpo principal de dos plantas, con 7 vanos, y dos cuerpos de una planta a cada lado de 3 vanos de anchura. La estación disponía de 2 haces de 3 vías. Posteriormente fue ampliada con un nuevo cuerpo de 12 vanos en la planta superior y 9 vanos en la planta inferior. Disponía de una marquesina, que actualmente se encuentra en la estación de Moreda.
Las cercanas obras del Metropolitano de Granada han revelado que el edificio se encuentra en muy mal estado, siendo posible que se requiera su demolición.

## Taller de mantenimiento de Alta Velocidad/Larga Distancia

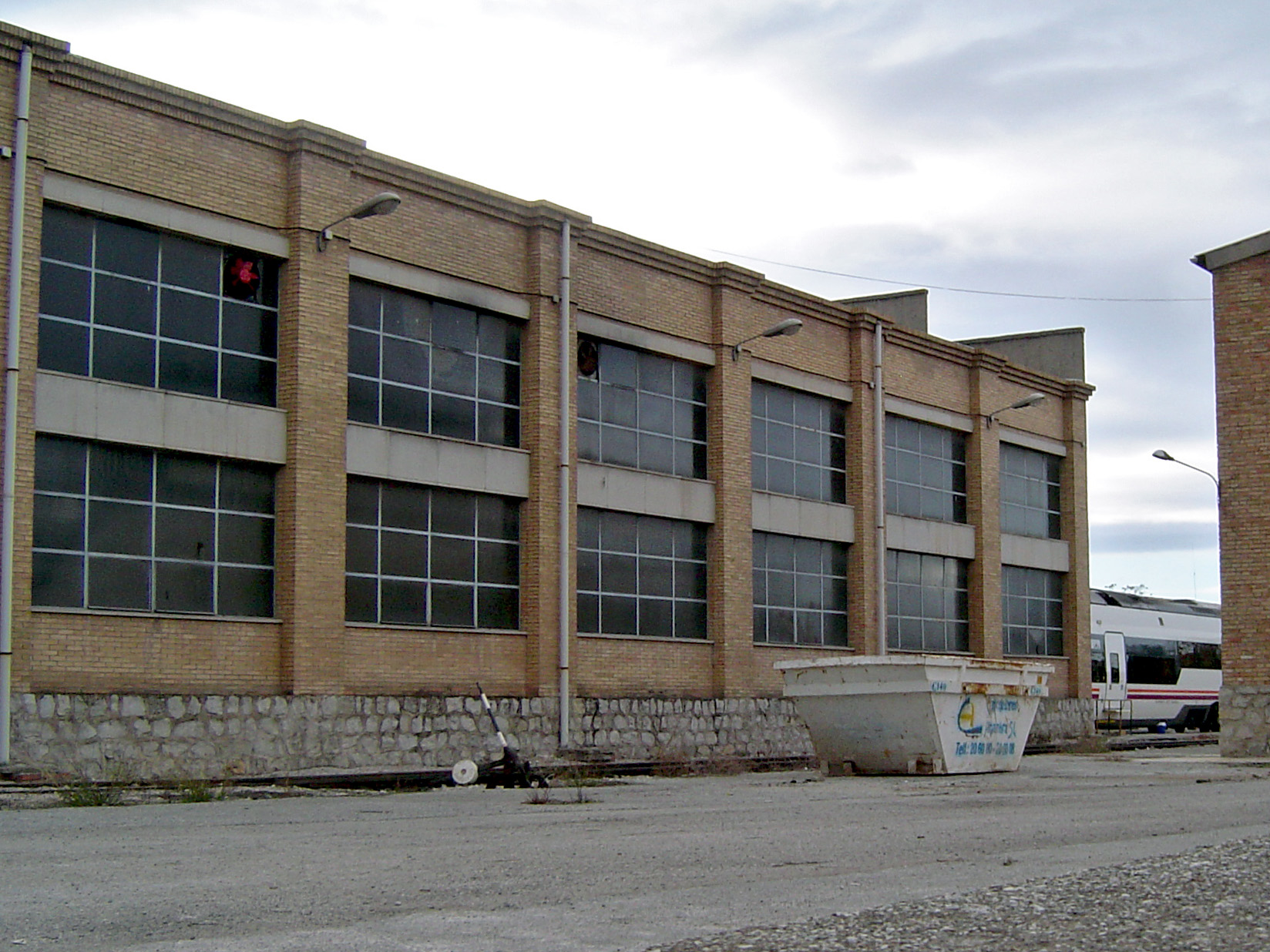
Naves de ladrillo visto que forman el actual depósito de material motor.

Anteriormente a la especialización de las estaciones granadinas, la estación de Andaluces también disponía de su propio depósito de material.
El depósito de material motor construido en los terrenos de la estación a finales de los años 1960 apenas ha sufrido cambio alguno. Actualmente pertenece a Renfe Fabricación y Mantenimiento. Está encuadrado dentro del área de negocio de Alta Velocidad-Larga Distancia, aunque acoge igualmente material de Media Distancia y mercancías. Dispone de 43 trabajadores. Los trenes basados en el depósito son de la serie 334 para larga distancia, serie 599 para Media Distancia y series 319 y 333.4[cita requerida] para mercancías. También se basan trenes de intervención y reparación de las líneas y se conservan algunos trenes históricos.
Con la renovación del ferrocarril en Granada se planteó la posibilidad de eliminar el depósito actual, convirtiendo los terrenos liberados en un barrio de nueva edificación.